# Ontmoeting in San Francisco

De ligging van de Verenigde Staten in Noord-Amerika.

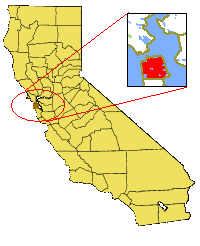
De ligging van San Francisco County in de staat Californië.

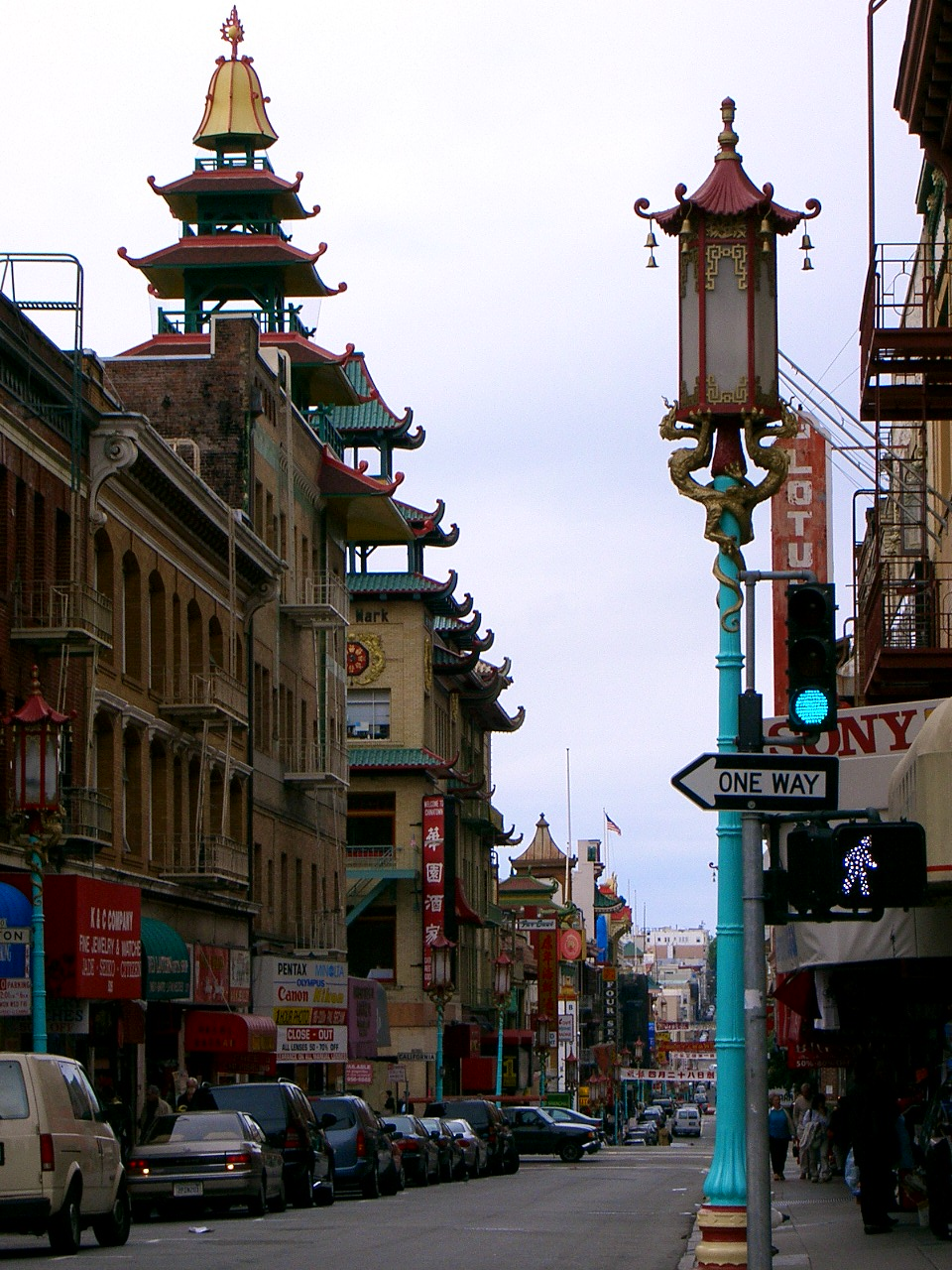
Straat met Chinese gebouwen

Ontmoeting in San Francisco is een spionageroman van auteur Gérard de Villiers en is het 5e deel uit de S.A.S.-reeks met als protagonist de Oostenrijkse prins en freelance CIA-agent Malko Linge.

## Het verhaal
De inwoners van de Amerikaanse stad San Francisco zijn in enkele maanden tijd bevangen door een “communistisch virus”. Zelfs personen die wijd en zijd bekendstonden als anticommunist zijn hierdoor bevangen.
De FBI en CIA staan voor een raadsel. Er zijn geen communistische geheim agenten in de regio actief, geen propagandapamfletten in omloop, geen geneesmiddelen in voedsel aangetroffen en ook is er geen communistische beweging actief. Wat kan de oorzaak van deze zorgelijke ommezwaai zijn?
Bovendien heeft de CIA vastgesteld dat de bekeringen tot het communisme zich beperken tot een straal van 30 kilometer rondom de stad San Francisco.
Malko vertrekt in opdracht van de CIA naar San Francisco om de oorzaak te achterhalen en de verantwoordelijke organisatie op te sporen. Het spoor leidt al snel naar het lokale Chinatown.

## Personages
- Malko Linge, een Oostenrijkse prins en CIA-agent.